# 高安彦
高 安彦（こう / たか やすひこ、1896年（明治29年）8月23日 - 1977年（昭和52年）9月2日）は、朝鮮総督府官僚。山口県山口市長、防府市長。

## 経歴
山口県吉敷郡大道村（現在の防府市）出身。1922年（大正11年）に東京帝国大学法学部仏法科を卒業し、高等試験に合格した。朝鮮総督府属、同警視、同警察官講習所教授、全羅北道警察部長、大邱専売局支局長、平安北道警察部長、京畿道警察部長、平安北道知事、平安南道知事、京畿道知事を歴任した。
1944年（昭和19年）、山口市長に選出された。
1960年（昭和35年）には防府市長に当選した。